# Алвару VI
Алвару VI (порт. Álvaro VI) або Німі-а-Лукені-а-Нзензе-а-Нтумба (кон. Nimi a Lukeni a Nzenze a Ntumba; 1581 — 22 лютого 1641) — двадцять другий маніконго центральноафриканського королівства Конго.
Алвару був нащадком маніконго Афонсу I за жіночою лінією. Зайняв трон після вбивства Алвару V, який намагався вбити його та його брата, майбутнього короля Гарсію II.
За свого правління реалізував план Педру II щодо спільного з голландцями захоплення Луанди, що перебувала під владою португальського губернатора.